# عبد الرحمن بن كثير اللخمي
عبد الرحمن بن كثير اللخمي هو والي الأندلس لفترة وجيزة امتدت من أكتوبر 746 م إلى يناير 747 م.

## ظروف ولايته
بعد وفاة والي الأندلس الأموي ثوابة بن سلامة الجذامي (أوائل سنة 129 هـ/ خريف سنة 746 م)، نشب الخلاف بين زعماء وقبائل المسلمين في الأندلس، فأصرت اليمنية على أن يكون الأمير منهم ـ خلفًا لأميرهم المتوفى ـ وأصر الصميل بن حاتم أن يكون الأمير من المضرية، واشتد النزاع بين الفريقين، ووقعت بينهما معارك شديدة، ولبثت الأندلس فترة دون أمير رسمي، وتولى القضاء والأحكام فيها عندئذ عبد الرحمن بن كثير اللخمي باتفاق الفريقين. ولما تفاقم الخلاف، وخشي الزعماء عاقبة الفتنة والحرب الأهلية، اتفقوا على تولية يوسف بن عبد الرحمن الفهري ـ أحد زعماء المضرية ـ فولي إمارة الأندلس في ربيع الثاني سنة 129 هـ (يناير 747 م)، دون مصادقة أو مراجعة من الخليفة الأموي في دمشق، الذي كانت شؤون حكمه قد اضطربت آنذاك وتراخت يد حكومته المركزية عن الولايات النائية.